# Kluczewsk
Kluczewsk (ros. Ключевск) – osiedle w Rosji, w obwodzie swierdłowskim, w okręgu miejskim Bieriozowskiego. W 2010 liczyło 2013 mieszkańców.